# Тетеревка (Черкасская область)
Тете́ревка (укр. Тетерівка) — село в Жашковском районе Черкасской области Украины.
Население по переписи 2001 года составляло 1338 человек. Почтовый индекс — 19214. Телефонный код — 4747.

## Местный совет
19214, Черкасская обл., Жашковский р-н, с. Тетеревка

## Известные жители и уроженцы
- Иван Романович Волынец (1916—1995) — Герой Социалистического Труда.
- Александр Кузьмич Клинковский (1912—1943) — Герой Советского Союза.